# Hazelaar (Soest)
De Hazelaar is een voormalige boerderij aan de Bosstraat 2 in Soest.
De boerderij werd gebouwd in 1908 voor Titia van der Tuuk (1854-1939) en haar vriendin Rose Roosegaarde Bisschop (1856-1940) uit Tubbergen. Bij de bouw onder toezicht van architect Wilhelm Rueter heette het pand nog Malva Hoeve.
De dames hebben hier tot 1912 gewoond. Rose Roosegaarde wordt nog genoemd in de roman Heren van de thee van Hella Haasse, een waar gebeurd verhaal over het leven in Nederlands-Indië.  Na de schrijfster mevrouw Lambrechts en haar echtgenoot hebben op de Malva Hoeve nog gewoond mevrouw Lulofs en daarna dominee Tours. Roosegaarde en Lulofs waren familie van de familie Van der Hucht uit de roman Heren van de Thee. Vervolgens is de Malva Hoeve een tehuis voor zwakzinnigen geworden. Toen er later nieuwbouw voor de bewoners kwam aan de Birkstraat verhuisde de naam Malva Hoeve met hen mee.
Na de Tweede Wereldoorlog werd De Hazelaar gebruikt als pension/rusthuis voor Indische Nederlanders. 
Na 1970 kreeg het gebouw de functie kinderdagverblijf. Na een grote verbouwing in 1984 werd het een atelier met magazijn voor beeldhouwwerk dat later nog flink werd uitgebreid.
De ingang tot de boerderij lag bij de bouw nog aan de Nieuweweg, wat nog te zien is aan de twee bakstenen hekpalen. Tussen het venster en het balkon zit een gedenksteen met de tekst Malva Hoeve A. 1908.